# Paidia conjuncta
Paidia conjuncta är en fjärilsart som beskrevs av Otto Staudinger 1891. Paidia conjuncta ingår i släktet Paidia och familjen björnspinnare. Inga underarter finns listade i Catalogue of Life.